# رائول گاردو
رائول گاردو (انگلیسی: Raúl Garrido؛ زادهٔ ۲۰ اکتبر ۱۹۷۲) بازیکن فوتبال اهل اسپانیا است.
از باشگاه‌هایی که در آن بازی کرده‌است می‌توان به باشگاه خیمناستیک تاراگونا و باشگاه فوتبال رئال مورسیا اشاره کرد.